# Boda, Österåkers kommun
Boda är en småort i Roslags-Kulla socken i Österåkers kommun i Stockholms län.